# Myonera lamellifera
Myonera lamellifera är en musselart som först beskrevs av Dall 1881.  Myonera lamellifera ingår i släktet Myonera och familjen Cuspidariidae. Inga underarter finns listade i Catalogue of Life.